# Palazzina del Segretario della Cifra
Palazzina del Segretario della Cifra é um palácio que é parte do complexo do Palácio do Quirinal, na esquina da Via del Quirinale com a Via dei Giardini, no rione Trevi de Roma.
Um pouco depois do largo das Quattro Fontane, este palácio, conhecido também como Palazzo della Fuga por ter sido projetado e construído entre 1730 e 1732 pelo arquiteto florentino Ferdinando Fuga como um complemento da Manica Lunga, fecha o "quadrilátero" que envolve os Jardins do Quirinal e é atualmente a residência privada do presidente da República da Itália.

## História
A palazzina, assim como a Manica Lunga, foi construída durante o pontificado do papa Clemente XII Corsini (r. 1730-1740) no local onde antes ficava o casino (casa de campo) do conde Francesco Maria Cantalmaggio dE Gubbio, que, em 1625, foi comprado pela Câmara Apostólica e destinado ao comando da Guarda Suíça. Ferdinando englobou o casino no novo edifício, cujo objetivo era abrigar, além do comando da Guarda, o segretario della Cifra, um alto prelado da corte pontifícia (a "família" do papa) encarregado de aplicar o sinete (em italiano:  cifra) em todas as correspondências do papa. Este papel de "familiar" do papa acabava com a sede vacante (a morte do pontífice) e garantia ao prelado uma série de privilégios.
Depois da captura de Roma (1870), o arquiteto napolitano Antonio Cipolla (1822-1874) modificou a palazzina para transformá-la na residência do rei Vittorio Emanuele II, que, porém, preferiu ocupar um apartamento no piso térreo do Cortile d'Onore por causa do acesso direto ao jardim do paláöem evora ?
cio. Do original do século XVIII, restaram apenas a fachada e o portal de acesso ao jardim. A Fontana dei Delfini, esculpida em 1733 por Bernardino Ludovisi (1713-1749) com base num desenho de Fuga e que ficava no pátio deste palácio foi realocada.
Depois do fim do Reino da Itália (1946), o edifício foi transformado na residência privada do presidente da República da Itália. Fuga também foi o responsável pela construção do Casino di Benedetto XIV (o "café do Quirinal") no interior do Jardim do Quirinal.

## Descrição
O projeto de Fuga era que a palazzina fosse uma contraposição à sequência de janelas da Manica Lunga e, por isso, o edifício foi construído com um piso a mais e particionado verticalmente pelo ritmo ascensional dos tímpano. Para interromper a solução rítmica da Manica Lunga, Fuga também eliminou o mezzanino, elevando o teto do piso nobre, que foi sublinhado por uma cornija marcapiano, e copiando o piso nobre no piso superior.
Na reforma de 1870, Antonio Cipolla redesenhou em estilo neorrenascentista a escadaria de mármore, com nichos para estátuas; no piso nobre, ele criou um apartamento com vários aposentos, que foram decorados com pinturas de Cecrope Barilli, Domenico Bruschi e Davide Natali. Os tetos foram projetados por Cipolla e entalhados em caixotões por Luca Seri. O apartamento tinha vários quartos de dormir, um banheiro, um quartinho de fumar, uma saleta, um salão e uma sala de jantar. No piso térreo e no subsolo foram instalados postos de serviço e, no segundo piso, um segundo apartamento, que era utilizado pelos ajudantes pessoais do rei. Em todos os aposentos foram instalados pisos de mármore. No quarto mais ao norte dormiam Humberto, na época o príncipe de Piemonte, e sua mulher, Margarida, durante suas estadias em Roma e nele foram instalados aquecedores. O apartamento real também foi ocupado por Vittorio Emanuele III, que, assim que foi possível, se mudou com a família para a Villa Savoia, na Via Salaria.
Na sala transformada em escritório e sala de audiências do presidente da República está exposta na parede uma tapeçaria representando a "Festa das Dríades", tecido em Bruxelas entre 1559 e 1560, baseado numa obra de Joost Van Herzeel. A imagem mostra as três divindades no bosque sagrado de Ceres, um episódio das "Metamorfoses" de Ovídio.